# Nebulosa bipolar

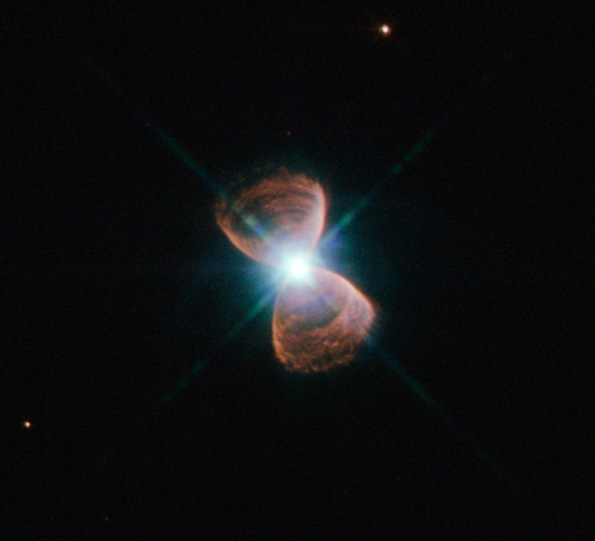
Nebulosa planetària bipolar PN Hb 12.

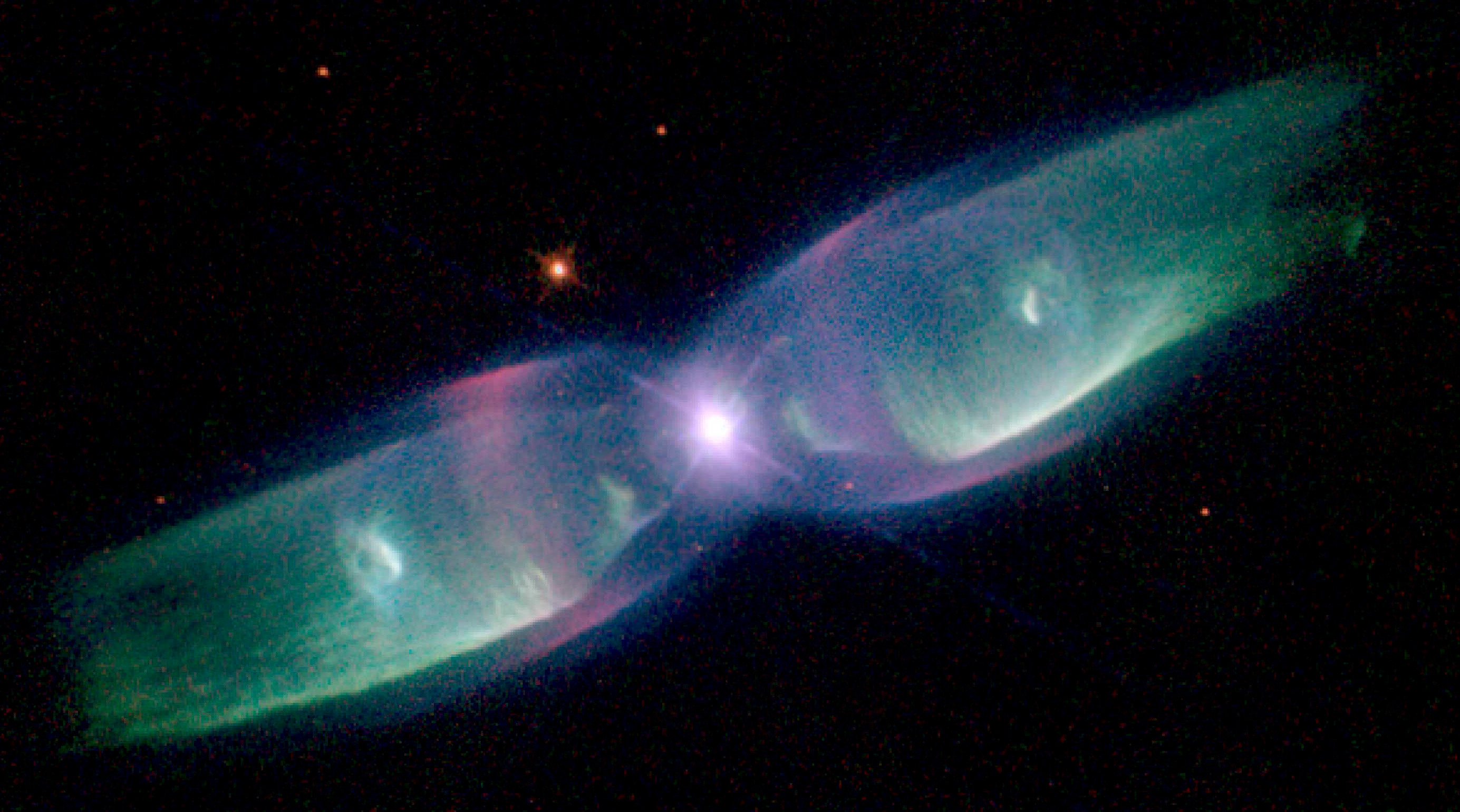
Nebulosa planetària M2-9, també coneguda com la Nebulosa del bessó del jet o les ales d'una nebulosa de la papallona, és un bon exemple d'una nebulosa bipolar o de dos lòbuls, també coneguda com la Nebulosa de doble jet o les Nebulosa d'ales de Papallona, és un bon exemple d'una nebulosa bipolar o de dos lòbuls.

Una nebulosa bipolar és una formació nebulosa distintiva caracteritzada per una aparença bilobulada amb simetria axial.
Moltes, però no totes, nebuloses planetàries exhibeixen una estructura bipolar observada.Pot ser que els dos tipus de nebuloses estan directament relacionats, que el precedeix o que reemplaça l'altra en l'evolució de la nebulosa.
Encara que no es coneixen les causes exactes d'aquesta estructura nebular, que pot estar relacionat amb el procés físic conegut com a flux de sortida bipolar en el qual una estrella expulsa corrents d'alta energia de sortida al llarg de dos pols. Una teoria afirma que aquests fluxos xoquen amb el material que envolta l'estrella (ja sigui la pols estel·lar, o petxines de matèria es va desprendre en un esdeveniment anterior de la Supernova).

## Exemples
- Nebulosa de l'Homuncle al voltant d'Eta Carinae[2][3][4][5]

- Hubble 5[6]
- M2-9 – Les Ales d'una Nebulosa de Papallona[7][8]
- OH231.8+4.2 – Nebulosa de la Carabassa o Nebulosa d'Ou Podrit[9][10][11][12]
- Mz3 (o Menzel 3) – Nebulosa de la Formiga[13][14][15]
- CRL 2688 – Nebulosa de l'Ou[16][17][18][19]
- HD 44179 – Nebulosa del Rectangle Vermell[20][21]
- MyCn18 – Nebulosa rellotge de sorra[22][23][24]
- He2-104 – Nebulosa del Cranc del Sud[25][26][27]
- Nebulosa del bumerang[28][29][30][31][32]
- NGC 2346 – També conegut com a NGC 2346 de Papallona[33]